# D.C.C. & P. Inscription "B"
 (juin 2020).
La D.C.C. & P. Inscription "B" est une inscription lapidaire laissée en 1889 par un groupe de prospecteurs emmenés par Robert Brewster Stanton à la confluence du Colorado et de la Green River, dans ce qui est aujourd'hui le comté de Wayne, dans l'Utah, aux États-Unis. Protégée au sein du parc national des Canyonlands, elle est inscrite au Registre national des lieux historiques depuis le 7 octobre 1988.